# جيمس برادشو آدمسون
جيمس برادشو آدمسون (بالإنجليزية: James Bradshaw Adamson)‏ (من مواليد 27 ديسمبر 1921، وتٌوفي في 13 يناير 2003) هو لواء في جيش الولايات المتحدة.

## حياته العسكرية
بعد تخرجه من أكاديمية وست بوينت العسكرية، فُوّض جيمس للالتحاق بقوات المشاة في جيش الولايات المتحدة، وأدّى خدمته في كوريا وفيتنام. بعد مغادرة اللواء الثاني لفرقة المشاة الرابعة في عام 1967، عُيّن في منصب بروفيسور للعلوم العسكرية في كلية سيتاديل العسكرية.
كان آخر منصب لجيمس هو قائد منطقة واشنطن العسكرية، التي كانت تقوم بتنسيق تحركات الجيش بالتعاون مع البيت الأبيض والإشراف على المناسبات الاحتفالية، مثل المدافن في مقبرة أرلينغتون الوطنية (بما في ذلك مقبرة الرئيس ليندون جونسون).
تقاعد جيمس من الجيش في عام 1974.

## الأوسمة
حصل جيمس على الأوسمة التالية:
- وسام الخدمة المتميزة (DSM)
- وسام الاستحقاق الأمريكي (LM)
- وسام النجمة الفضية (SS)
- وسام القلب الأرجواني (PH)
- ميدالية النجمة البرونزية (BSM)
- ميدالية الطيران (AM).

## حياته الشخصية
تزوج جيمس آدامسون من مارجوري آن ماكابي، وأنجبا أربعة أبناء. دُفن جيمس بعد وفاته في مقبرة أرلينغتون الوطنية مع تشريفه بجنازة عسكرية كاملة.